# De Proefkeuken
De Proefkeuken is een Nederlands jeugdprogramma dat sinds 2015 wordt uitgezonden. Het programma wordt gepresenteerd door Pieter Hulst en Willem Voogd. Het programma ontving in 2018 de Cinekidprijs (non-fictie jeugdprogramma).

## Format
In De Proefkeuken zoeken Pieter Hulst en Willem Voogd uit hoe alledaagse producten worden gemaakt. Zij proberen dit vervolgens zelf te doen, zonder fabrieken maar gewoon in hun eigen schuur. Pieter zorgt voor de onderdelen en Willem zorgt voor het technische gedeelte.
De voice-over wordt gedaan door een pratende aardappel, ingesproken door Kees Hulst.
Willem Voogd omschreef de serie in 2023 als een kruising tussen Het klokhuis en Buurman en Buurman. Voogd knutselt erop los als “nutty professor”. Hijzelf omschrijft zichzelf als een knutselaar, die aan de hand van een script, zijn hobby mag uitoefenen.

## Seizoenen
| Seizoen | Uitzendtijd | Jaar | Aantal afleveringen | Zender |
| ------- | ----------- | ---- | ------------------- | ------ |
| 1       | 09:10       | 2015 | 6                   | NPO3   |
| 2       | 09:20       | 2016 | 6                   | NPO3   |
| 3       | 09:25       | 2017 | 10                  | NPO3   |
| 4       | 09:40       | 2018 | 8                   | NPO3   |
| 5       | 10:20       | 2018 | 6                   | NPO3   |
| 6       | 09:25       | 2019 | 8                   | NPO3   |
| 7       | 09:00       | 2020 | 6                   | NPO3   |
| 8       | 09:30       | 2021 | 8                   | NPO3   |
| 9       | 09:00       | 2022 | 8                   | NPO3   |

## Afleveringen

### Seizoen 1 (2015)
| Nummer | Aflevering naam | Uitzenddatum     |
| ------ | --------------- | ---------------- |
| 1      | Knakworst       | 18 oktober 2015  |
| 2      | Drop            | 25 oktober 2015  |
| 3      | Kauwgom         | 01 november 2015 |
| 4      | Chips           | 8 november 2015  |
| 5      | Kaas            | 15 november 2015 |
| 6      | Chocozoen       | 22 november 2015 |

### Seizoen 2 (2016)
| Nummer | Aflevering naam | Uitzenddatum  |
| ------ | --------------- | ------------- |
| 1      | Visstick        | 3 april 2016  |
| 2      | Cola            | 10 april 2016 |
| 3      | Kroepoek        | 17 april 2016 |
| 4      | Winegum         | 24 april 2016 |
| 5      | Poedersoep      | 1 mei 2016    |
| 6      | IJs             | 8 mei 2016    |

### Seizoen 3 (2017)
| Nummer | Aflevering naam | Uitzenddatum  |
| ------ | --------------- | ------------- |
| 1      | Pizza           | 12 maart 2017 |
| 2      | Voetbal         | 19 maart 2017 |
| 3      | Parfum          | 26 maart 2017 |
| 4      | Kip             | 2 april 2017  |
| 5      | Spijkerbroek    | 9 april 2017  |
| 6      | Sushi           | 16 april 2017 |
| 7      | Vuurwerk        | 23 april 2017 |
| 8      | Döner Kebab     | 30 april 2017 |
| 9      | Skateboard      | 7 mei 2017    |
| 10     | Fototoestel     | 14 mei 2017   |

### Seizoen 4 (2018)
| Nummer | Aflevering naam      | Uitzenddatum  |
| ------ | -------------------- | ------------- |
| 1      | Taart                | 8 april 2018  |
| 2      | Wc-papier            | 29 april 2018 |
| 3      | Vegetarische kalkoen | 15 april 2018 |
| 4      | Zeep                 | 22 april 2018 |
| 5      | Patatje Oorlog       | 6 mei 2018    |
| 6      | Figuurworst          | 13 mei 2018   |
| 7      | Speaker              | 20 mei 2018   |
| 8      | Potlood              | 27 mei 2018   |

### Seizoen 5 (2018)
| Nummer | Aflevering naam | Uitzenddatum      |
| ------ | --------------- | ----------------- |
| 1      | Sneaker         | 2 september 2018  |
| 2      | Spiegel         | 9 september 2018  |
| 3      | Tennisracket    | 16 september 2018 |
| 4      | Honing          | 23 september 2018 |
| 5      | Juwelen         | 30 september 2018 |
| 6      | Robotarm        | 7 oktober 2018    |

### Seizoen 6 (2019)
| Nummer | Aflevering naam    | Uitzenddatum      |
| ------ | ------------------ | ----------------- |
| 1      | Tattoo             | 15 september 2019 |
| 2      | Bitterbal          | 22 september 2019 |
| 3      | Piramide           | 29 september 2019 |
| 4      | Loempia            | 6 oktober 2019    |
| 5      | Zappelin           | 13 oktober 2019   |
| 6      | Wc-pot             | 20 oktober 2019   |
| 7      | Aansteker          | 27 oktober 2019   |
| 8      | Elektrische gitaar | 3 november 2019   |

### Seizoen 7 (2020)
| Nummer | Aflevering naam | Uitzenddatum     | Kijkcijfers |
| ------ | --------------- | ---------------- | ----------- |
| 1      | Jas             | 25 oktober 2020  | 127.000     |
| 2      | Reep            | 1 november 2020  | 53.000      |
| 3      | Radio           | 8 november 2020  | 76.000      |
| 4      | Fiets           | 15 november 2020 | 55.000      |
| 5      | Bunker          | 22 november 2020 | 93.000      |
| 6      | Lolly           | 29 november 2020 | 82.000      |

### Seizoen 8 (2021)
| Nummer | Aflevering naam   | Uitzenddatum     | Kijkcijfers |
| ------ | ----------------- | ---------------- | ----------- |
| 1      | Filmster          | 7 november 2021  | 57.000      |
| 2      | Boot              | 14 november 2021 | 68.000      |
| 3      | Action figure pop | 21 november 2021 | 37.000      |
| 4      | Kaars             | 28 november 2021 | 57.000      |
| 5      | Tortilla          | 5 december 2021  | 39.000      |
| 6      | Tapijt            | 12 december 2021 | 56.000      |
| 7      | Tandenborstel     | 19 december 2021 | 80.000      |
| 8      | Schaats           | 26 december 2021 | 44.000      |

### Seizoen 9 (2022)
| Nummer | Aflevering naam | Uitzenddatum     | Kijkcijfers |
| ------ | --------------- | ---------------- | ----------- |
| 1      | Haring          | 30 oktober 2022  |             |
| 2      | Donut           | 6 november 2022  |             |
| 3      | DJ              | 13 november 2022 |             |
| 4      | Wekker          | 20 november 2022 |             |
| 5      | Boek            | 27 november 2022 |             |
| 6      | Marshmallow     | 4 december 2022  |             |
| 7      | Game            | 11 december 2022 |             |
| 8      | Auto            | 18 december 2022 |             |

### Seizoen 10 (2023)
| Nummer | Aflevering naam | Uitzenddatum     | Kijkcijfers |
| ------ | --------------- | ---------------- | ----------- |
| 1      | Poep            | 10 december 2023 |             |
| 2      | Fastfood        | 17 december 2023 |             |
| 3      | Luchtpost       | 24 december 2023 |             |
| 4      | Koelkast        | 31 december 2023 |             |
| 5      | Boerenkool      | 7 januari 2024   |             |
| 6      | Krimi           | 14 januari 2024  |             |

## Discografie
- Voel niet aan mijn vetje (2018), de proefkeuken maakte dit liedje voor seizoen 4 aflevering 7 toen ze een speaker maakten.